# Phthonoloba caliginosa
Phthonoloba caliginosa är en fjärilsart som beskrevs av Holloway 1976. Phthonoloba caliginosa ingår i släktet Phthonoloba och familjen mätare. Inga underarter finns listade i Catalogue of Life.